# Veenendaallijn
De Veenendaallijn is de bijnaam voor het gedeelte van de voormalige spoorlijn Kesteren - Amersfoort tussen De Haar en Rhenen dat in 1981 werd gereactiveerd, als aftakking van de spoorlijn Amsterdam - Elten.

## Reactivering De Haar - Rhenen
Hoewel de spoorlijn van Amersfoort naar Rhenen nog in gebruik was voor het goederenvervoer, kwamen er in 1966 in de Tweede nota ruimtelijke ordening al plannen om de spoorlijn te reactiveren voor het reizigersvervoer naar de sterk gegroeide forensengemeente Veenendaal. Veenendaal werd steeds groter en had al meer dan 40 000 inwoners, waarvan velen baat zouden hebben bij een betere spoorverbinding met Utrecht. Tot de reactivering moesten Veense treinreizigers naar het station in De Klomp, ver buiten de kern van Veenendaal, om daar op de trein te stappen. Aanvankelijk zagen de NS en het ministerie van Verkeer en Waterstaat weinig heil in een reactivering. De toezegging van de nieuwbouw van 5000 woningen en een nieuw te openen station in Veenendaal-West bracht de NS op andere gedachten. Op 26 februari 1976 was er toestemming tot reactivering van de spoorlijn en de aanleg van de aansluiting op de spoorlijn Utrecht – Arnhem. Voor het stationsgebouw van Veenendaal was het reeds te laat, een jaar voor de toestemming werd het gesloopt. Eerst zou Veenendaal het eindpunt worden van de spoorlijn, maar bij uitwerking van de dienstregeling bleek dat de treinen hier vrij lang zouden moeten wachten om weer terug te keren naar Utrecht en dat Rhenen als eindbestemming best mogelijk was, hiervoor zou ook de oude spoorverbinding met Rhenen moeten worden opgeknapt.

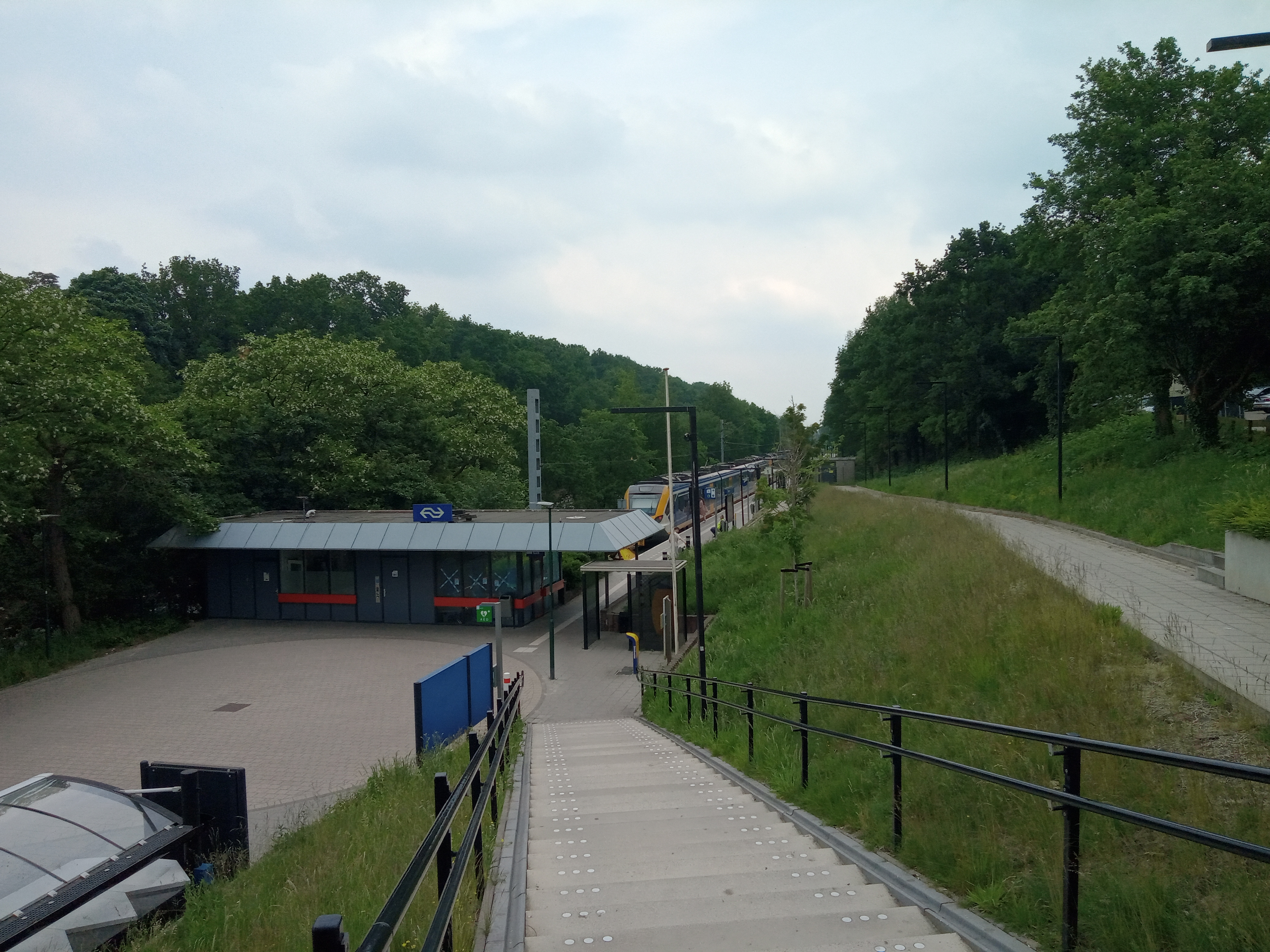
Station Rhenen, het eindpunt van de lijn

Het verlaten spoor werd tussen het viaduct over de spoorlijn Utrecht – Arnhem bij De Haar en Veenendaal – Rhenen opgeknapt en geëlektrificeerd voor heropening voor reizigersvervoer. Bij De Haar werd een aansluiting gemaakt op de lijn richting Utrecht. Oorspronkelijk was de opening gepland in mei 1979 maar doordat de gemeenteraad van Leersum het bestemmingsplan van de "buitengebieden" aanvankelijk niet wilde veranderen ontstond er een vertraging van 2 jaar. Uiteindelijk werd op 31 mei 1981 de verbinding Utrecht – Veenendaal – Rhenen voor reizigersvervoer geopend.
De hooggespannen verwachtingen voor het forensenverkeer zijn niet helemaal uitgekomen, daar de lijn wel een rechtstreekse verbinding biedt met Utrecht, maar niet met Ede-Wageningen en Arnhem. Eind jaren 80 bleek uit cijfers dat de spoorlijn behoorde tot de groep onrendabele spoorlijnen waar sluiting boven het hoofd hing.
In 2005 liepen de reizigersaantallen zo hoog op dat in de spits een 15-minutendienst gewenst bleek en vanaf de dienstregeling van 2007 ook gerealiseerd is. Om dit mogelijk te maken vonden er in november 2006 te Veenendaal een emplacementswijziging plaats. Tussen Veenendaal West en Veenendaal Centrum werden twee stel overloopwissels aangelegd. Bij Veenendaal Centrum kwamen in de richting van Rhenen een nieuw wisselspoor en twee stel overloopwissels in bedrijf.
Sinds de coronacrisis van 2020 is de frequentieverhoging in de spits komen te vervallen.

## Toekomst
Gemeente Veenendaal heeft in haar structuurvisie voor 2025 het idee opgenomen voor een nieuw station in de buurt van de oostelijke rondweg. Deze zou samen gerealiseerd moeten worden met een nieuw woongebied ten zuidoosten van de woonwijk Petenbos.
Gemeente Rhenen heeft vergelijkbare ideeën opgenomen in haar visie voor 2035.

## Dienstregeling
Sinds de heropening van de spoorlijn werd er op het traject Utrecht – Veenendaal – Rhenen een halfuursdienst gereden waarbij de treinen onderweg alleen stopten in Driebergen-Zeist en dus niet in Bunnik en Maarn. Halverwege de jaren 80 kwam daar een eind aan. Alle stoptreinen die om .23 uit Utrecht vertrokken zouden ook in Maarn gaan stoppen; alleen in Bunnik werd niet gestopt. De trein kwam dan om .48 in Veenendaal West aan waar de tegenliggende trein naar Utrecht werd gekruist. De treinen die vanuit Utrecht om .53 vertrokken stopten niet in Bunnik en Maarn, en kwamen dan om .15 aan in Veenendaal West waar gekruist werd. De stoptrein tussen Rhenen, Veenendaal en Utrecht werden zelf op de CTA-bakken op de stations Maarn en Driebergen-Zeist aangeduid als sneltrein, hoewel de treinen nooit echt de sneltreinstatus hebben gehad. Alleen in de vroege ochtendspits stopten er twee treinen vanuit Rhenen ook in Maarn en Bunnik. Verder reed eind jaren 80 de laatste stoptrein uit Den Haag CS niet door naar Veenendaal-De Klomp, Ede-Wageningen en Arnhem maar ging deze vanuit Driebergen-Zeist naar Maarn, Veenendaal West, Veenendaal Centrum en Rhenen.
De dienstregeling in de jaren 90 veranderde voor de Veenendaallijn doordat NS van start ging met de zogenaamde IC'90-projecten op de spoorlijn Utrecht – Arnhem waarbij de stoptrein van Den Haag/Rotterdam – Gouda naar Arnhem – Zutphen/Nijmegen werd geknipt in Utrecht en deze tussen Arnhem en Utrecht alleen nog maar in de spits ging rijden. Om de reizigers in Maarn en in Bunnik toch een acceptabele stoptreintreinverbinding te bieden was de stoptrein vanaf de Veenendaallijn de aangewezene om de stroom reizigers op te vangen waarbij een einde kwam aan het doorrijden van de stations Maarn en Bunnik. Ook draaide NS de uurdienst in de stille uren weer terug en kreeg Veenendaal deels in de avond weer een halfuurdienst. Door verschuiving van vertrektijden om dit mogelijk te maken, kruisten de trein op de Veenendaallijn elkaar ergens tussen Overberg en De Haar Aansluiting en niet meer in Veenendaal-West.
Toekomstplannen voor de Veenendaallijn werden opgenomen in het project Rail 21 dat NS in 1988 presenteerde en dat door de overheid goed werd ontvangen. De stoptrein tussen Rhenen, Veenendaal en Utrecht zou vervangen worden door de agglo-regio's (AR-treinen) die elke 30 en in de spits elke 15 minuten zouden gaan rijden tussen Rhenen, Veenendaal, Utrecht, Amsterdam, Zaandam en Alkmaar waarbij alle stations aangedaan zouden worden. In Driebergen-Zeist zou deze AR-trein de aansluiting van de IR-trein komende uit Nijmegen en Arnhem overnemen. Dit plan is echter niet uitgevoerd.

### 2006 en 2007
In de NS-dienstregeling (december 2005 - december 2006) reed de ieder half uur rijdende stoptrein vanuit Rhenen (treinserie 5900) na Utrecht Centraal door als treinserie 4900 naar Hilversum, Naarden-Bussum en Almere Oostvaarders.
In de dienstregeling van 2007 reed de stoptrein vanuit Rhenen na Utrecht Centraal door als Sprinter naar Amsterdam Zuid over de Utrechtboog (tot april 2007 reden deze treinen om en om naar Amsterdam Zuid of Amsterdam Centraal). Bovendien reed er in de spits elk half uur een extra stoptrein tussen Veenendaal Centrum en Utrecht Centraal. Om dit mogelijk te maken was in 2006 een keerspoor aangelegd tussen Veenendaal Centrum en Rhenen.

### Sinds 2008
Sinds 2008 rijden alle treinen na Utrecht Centraal door naar Breukelen. In de spits rijden zij door naar Amsterdam Centraal en Uitgeest, waardoor er een directe verbinding Rhenen - Uitgeest is ontstaan. Ook de extra spitstreinen Veenendaal Centrum - Utrecht Centraal rijden na Utrecht door naar Breukelen.

## Materieel op de Veenendaallijn
Voorafgaand aan de reactivering van de spoorlijn Rhenen – Veenendaal – De Haar Aansluiting is de lijn geschikt gemaakt voor elektrische tractie door de aanleg van bovenleidingen. Er zijn geen goederentreinen op de Veenendaallijn. Bij heraanleg van het spoor werd tractie geleverd met locomotieven van de 2200- en 2400-serie maar ook door een Unimog van spooraannemer Railbouw Leerdam die vele ballast- en montagetreinen heeft getrokken op de Veenendaallijn. Na de opening in 1981 vindt er in principe geen exploitatie van goederentreinen plaats met uitzondering van ballasttreinen en ATB-meettreinen die worden getrokken door locomotieven uit de 2200- of 2400-serie.
Voor het reizigersvervoer gingen de treinstellen Mat '64 de exploitatie verrichten, maar in 1982 en 1983 kwamen de eerste experimenten met ander materieel. Heel kort is er ook een treinstel van Mat '46 (afscheidsjaar) waargenomen en ook is er in datzelfde jaar een dag een treinstel DE-3 Plan U op het traject gezien. Zo heel langzamerhand werden de Mat '64-stellen verdreven en kwamen de Hondekoptreinstellen Mat '54 op de Veenendaallijn te rijden die vanaf half jaren 80 tot ruim half jaren 90 de dienst uitmaakten op de Veenendaallijn.
Eind jaren 80 was ook een ochtendslag met een Koploper die op de terugweg als stoptrein uit Rhenen vertrok en ook in Bunnik stopte. De laatste trein naar Rhenen werd gereden met Mat '64 die als stoptrein uit Den Haag binnen kwam en doorreed naar Rhenen.
Rond 1995 vond de afvoer van de Hondekoptreinstellen plaats en kwamen tijdelijk de Sprinter-treinstellen op de Veenendaallijn te rijden aangevuld door met een door een 1600-locomotief getrokken DDM-1 of een stam DD-AR met 1700-locomotief. Rond 2001 reed er een 5-delige DDM-1 in de serie 5900 om vooral extra 1e klas-plaatsen aan te bieden. In dezelfde omloop als deze DDM-stam reed er ook een VIRM-VI. Tot de dienstregeling 2007 reden er weer treinstellen Mat '64 (Plan T en Plan V) aangevuld met DD-AR-stammen met een 1700-locomotief of mDDM-motorwagen.
Met ingang van de dienstregeling 2007 werd een groot deel van de treinen gereden met SGMm (Sprinters), aangevuld met Mat '64 en DD-AR. Met ingang van de dienstregeling 2008 werden tijdens werkdagen alle treinen standaard gereden door SGMm. Vanaf 7 september 2009 worden de meeste treinen weer gereden met Mat '64; dit is een indirect gevolg van de vertraagde instroom van het Sprinter Lighttrain-materieel. In april 2010 bleek bovendien dat de perrons van de stations Veenendaal West en Veenendaal Centrum nog niet geschikt zijn voor SLT.
Vanaf 6 september 2010 zijn alle ritten standaard gereden met de Sprinter Lighttrain.
Tijdens de winter van 2009/2010 zijn er veel SLT treinen defect geraakt, sinds de ingangsdatum van de dienstregeling 2011 werden daarom alle materieelsoorten ingezet. Vanaf 31 maart 2011 kwam het SLT weer volledig terug en was weer het enige materieel op de Veenendaallijn.
Sinds dienstregeling 2013 reden de treinen op de Veenendaallijn ook met SGMm. Sinds de afvoer van de SGMm treinen in 2021 was het SLT wederom het enige materieel.
In de dienstregeling 2024 rijden alle treinen met de Sprinter Nieuwe Generatie.
Er rijdt elke twee weken een videoschouwtrein van Eurailscout over de Veenendaallijn.
Een bijzonderheid deed zich voor op 7 juli 1995, toen er een Franse TGV Atlantique over de lijn reed naar Veenendaal Centrum. De trein reed in de gewone dienstregeling mee en was een week in Nederland om aan te geven dat ook Nederland zich ging richten op hogesnelheidsverkeer.

## Beveiliging en seinwezen
Op 12 april 1981 werd tussen De Haar Aansluiting en Veenendaal het automatisch blokstelsel voor dubbelspoor met de mogelijkheid tot beveiligd linksrijden in dienst gesteld. Bij De Haar staat een bediend sein, aangekondigd met een voorsein. Dit sein geeft toegang tot de spoorlijn Arnhem – Utrecht. De rijwegen bij De Haar worden bediend vanaf de verkeersleidingspost van ProRail in Utrecht. Vanaf De Haar Aansluiting neemt het automatisch blokstelsel het weer over tot Maarn Goederen. Deze stationsbeveiliging wordt ook vanuit Utrecht bediend.
Tussen Veenendaal-Centrum en Rhenen kwam het automatisch blokstelsel voor enkelspoor in dienst met een kort tussenblok dat het mogelijk maakt een trein te laten omlopen als er een andere trein naar Rhenen onderweg is.
Te Rhenen staat op remwegafstand een voorsein dat altijd geel licht toont. Dit heeft betrekking op een bord (sein 513 oude SR, een wit rechthoekig bord met zwarte rand en een rode balk) dat aangeeft einde van spoor of spoor geblokkeerd.